# Chotěboř
Chotěboř (in tedesco Chotieborsch) è una città della Repubblica Ceca facente parte del distretto di Havlíčkův Brod, nella regione di Vysočina.